# Bolgár Mihály
Bolgár Mihály (Kökényes, 1835. szeptember 24. – Kökényes, 1879. július 15.) piarista pap és tanár.

## Élete
Atyja kántortanító volt; a gimnázium két alsó osztályát Pesten a Piarista Gimnáziumban, a 3. és 4. osztályt Gyöngyösön, az 5. és 6. ismét Pesten végezte és 1853. szeptember 18.-án a piarista tanító-rendbe lépett. Az 1854. évet Vácon mint újoncnövendék töltötte s a következő két év alatt Szegeden fejezte be a középiskolát. Tanári pályáját 1857-ben Debrecenben kezdette; 1859-től 1862-ig Kolozsvárott a felső gimnáziumban, 1863–1867-ig ismét Debrecenben működött. Elvégezvén magánszorgalommal a teológiát, 1864. szeptember 7-én miséspappá szentelték. 
1869–1870-ig Szegeden, majd Kecskeméten és Pesten tanította a történelmet, földrajzot és magyar irodalmat. 1870-ben a szegedi gimnázium igazgatójává neveztetett ki, megtartván a két legfelsőbb osztályban a történelmi tanszéket. 1871 novemberében Andrássy Gyula gróf gyermekei Tivadar és Gyula mellé nevelőül hivta meg és decemberben a külügyminiszter családjához Bécsbe utazott. Ezentúl majdnem kizárólag e hivatásának élt; olykor megfordult külföldön is. Időközben azonban szorgalmasan gyűjtötte a tudományos anyagot Világtörténelméhez.

## Munkái
- Az egyetemes földrajz alapvonalai. Klöden után átdolg. Szeged, 1871, két rész
- Miért mentünk Boszniába és Herczegovinába, év nélkül (röpirat Volgai Uszuba névvel)
- A régi arabok családi életéről és jelleméről. Bpest, 1879 (Magyar Könyvesház 59.)

Irodalmi működése apróbb történelmi dolgozatain kívül, főleg a földrajz művelésére terjedt. 1860–67-ben már több apróbb értekezéssel lépett föl. Időszerű gondolatok a földrajz tanítása körül (1868). A következő évben, mint pesti tanár részt vett a kath. egyház autonomikus mozgalmaiban s a kisebbség lapjának, a Szabad Egyháznak irt közleményeket többnyire Jelőcs és Tatrosi Pálos álnevek alatt; ugyanekkor munkatársa volt a Természetnek és Tanügyi Füzeteknek (1868–69); irt a Fővárosi Lapokba (1870), Tanáregylet Közlönyébe (III. k.); 1878-ban a Századokba.